# Vanylven
Vanylven é uma comuna da Noruega, com 385 km² de área e 3 754 habitantes (censo de 2004).         